# Fejér Megyei Petőfi Sándor Gimnázium és Szakközépiskola
Fejér Megyei Petőfi Sándor Gimnázium és Szakközépiskola egy oktatási intézmény Sárbogárdon. 1971-ben több népiskola is működött.
A Fejér Megyei Petőfi Sándor Gimnázium és Szakközépiskola intézményi elődjének megalapításának gondolata 1826-ból származik. Közel 100 évvel később 1921-ben kezdődött meg a tanítás a nyolc osztályos gimnáziumban. 1928-tól nem folyt itt tanítás 1932-ig, utána polgári iskolaként működött 1937-ig, amikor államosították, ebben az státuszban tanítottak az intézményben 1948-ig.
1951-ben már középfokú intézményi rangot szerzett. 1951. szeptember 16-án Székesfehérvárról Sárbogárdra telepítették kilencven tanulójával, 5 pedagógussal.
Huszár Ágoston nemesi kúria helyére, államosítása után átépítették. Lugossi Árpád iskolaigazgató első vezetőként kezdte irányítani azt. Több neves óraadó is tanított az intézményben, mint Ákos Elek, Újvári Lajos és Kokas Ferencné. 5 reál- és 3 humán tagozat indult 1955-től 1961-ig, amikortól egységes szimpla osztályokban lehetett tanulni.
A Fejér Megyei Petőfi Sándor Gimnázium és Szakközépiskola Általános Gimnázium és Szakközépiskola néven működött 1964-től 1971-ig. 1971-től a nevét Általános Gimnázium-ra változtatták, majd Petőfi Sándor Gimnáziumra 1973-tól.
Petőfi Sándor Gimnázium és Híradásipari Szakközépiskola elnevezést 1988-ban kapta. 1993-tól ismét gimnázium lett.
A második világháború alatt a magánterületét egy orvos vette meg, hogy kórházat építsen, ami nem készült el mert elhurcolták 1944-ben. Kalácska Lászlóné sok erőfeszítést tett az iskola parkjának karbantartásában.
Iskola névadója Petőfi Sándor, az 1848. március 15-ei pesti forradalom fontos szereplője.

## Külső hivatkozások
- Fejér Megyei Petőfi Sándor Gimnázium és Szakközépiskola